# Coppa di Turchia 2018-2019 (pallavolo maschile)
La Coppa di Turchia 2018-2019 si è svolta dal 22 dicembre 2018 al 17 marzo 2019: al torneo hanno partecipato dodici squadre di club turche e la vittoria finale è andata per la quarta volta al Fenerbahçe.

## Regolamento
Alla competizione prendono parte tutte e 12 le squadre partecipanti alla Efeler Ligi. Al termine del girone di andata di regular season, le prime 4 classificate accedono direttamente alla Final Eight, mentre le altre 8 squadre, sorteggiati gli abbinamenti, affrontano le qualificazioni alla fase finale sfidandosi in gare di andata e ritorno: in caso di una vittoria a testa, si qualifica la squadra con miglior quoziente set e, in subordine, di miglior quoziente punti; in caso di ulteriore pareggio, viene disputato un golden set.

## Squadre partecipanti
| - Afyon - Arhavi - Arkas - Fenerbahçe - Galatasaray - Halkbank | - İnegöl - İstanbul BB - Jeopark Kula - Maliye Piyango - Tokat - Ziraat Bankası |

## Torneo

### Ottavi di finale

#### Andata
| 22 dicembre 2018 İnegöl Kapalı Spor Salonu, Bursa Durata: 2h:21 - Spettatori: 300            | İnegöl       | 2 - 3 | İstanbul BB    | 25-20, 17-25, 22-25, 25-18, 13-15 |
| 22 dicembre 2018 Başkent Voleybol Salonu, Ankara Durata: 1h:25 - Spettatori: 325             | Jeopark Kula | 0 - 3 | Fenerbahçe     | 17-25, 16-25, 21-25               |
| 23 dicembre 2018 Arhavi Spor Salonu, Artvin Durata: 2h:04 - Spettatori: 880                  | Arhavi       | 1 - 3 | Tokat          | 25-27, 31-29, 20-25, 17-25        |
| 23 dicembre 2018 Veysel Eroğlu Spor Salonu, Afyonkarahisar Durata: 1h:36 - Spettatori: 1 000 | Afyon        | 3 - 0 | Ziraat Bankası | 25-23, 25-18, 25-20               |

#### Ritorno
| 26 dicembre 2018 Hidayet Türkoğlu Spor Kompleksi, Istanbul Durata: 2h:23 - Spettatori: 150 | İstanbul BB    | 2 - 3 | İnegöl       | 24-26, 20-25, 25-20, 25-20, 11-15 Golden set: 15-9 |
| 26 dicembre 2018 Burhan Felek Spor Salonu, Istanbul Durata: 1h:27 - Spettatori: 120        | Fenerbahçe     | 3 - 0 | Jeopark Kula | 25-22, 25-11, 25-15                                |
| 27 dicembre 2018 Ali Yücel Spor Salonu, Tokat Durata: 1h:13 - Spettatori: 1 250            | Tokat          | 3 - 0 | Arhavi       | 25-16, 25-22, 25-23                                |
| 27 dicembre 2018 Başkent Voleybol Salonu, Ankara Durata: 1h:39 - Spettatori: 500           | Ziraat Bankası | 3 - 0 | Afyon        | 25-23, 25-21, 25-23 Golden set: 15-11              |

### Final-Eight
|  | Quarti di finale | Quarti di finale | Quarti di finale |             |             | Semifinali  | Semifinali | Semifinali |  |  | Finale | Finale | Finale |  |
|  |                  |                  |                  |             |             |             |            |            |  |  |        |        |        |  |
|  | Halkbank         | Halkbank         | 3                |             |             |             |            |            |  |  |        |        |        |  |
|  | Halkbank         | Halkbank         | 3                |             |             |             |            |            |  |  |        |        |        |  |
|  | Ziraat Bankası   | Ziraat Bankası   | 1                |             |             |             |            |            |  |  |        |        |        |  |
|  | Ziraat Bankası   | Ziraat Bankası   | 1                |             | Halkbank    | Halkbank    | 1          |            |  |  |        |        |        |  |
|  |                  |                  |                  |             | Halkbank    | Halkbank    | 1          |            |  |  |        |        |        |  |
|  |                  |                  | Fenerbahçe       | Fenerbahçe  | 3           |             |            |            |  |  |        |        |        |  |
|  | Arkas            | Arkas            | Fenerbahçe       | Fenerbahçe  | 3           | 1           |            |            |  |  |        |        |        |  |
|  | Arkas            | Arkas            |                  |             |             |             |            |            |  |  |        |        |        |  |
|  | Fenerbahçe       | Fenerbahçe       | 3                |             |             |             |            |            |  |  |        |        |        |  |
|  | Fenerbahçe       | Fenerbahçe       | 3                |             | Halkbank    | Halkbank    | 3          |            |  |  |        |        |        |  |
|  |                  |                  |                  |             |             |             |            |            |  |  |        |        |        |  |
|  |                  |                  | Galatasaray      | Galatasaray | 2           |             |            |            |  |  |        |        |        |  |
|  | Maliye Piyango   | Maliye Piyango   | Galatasaray      | Galatasaray | 2           | 2           |            |            |  |  |        |        |        |  |
|  | Maliye Piyango   | Maliye Piyango   |                  |             |             |             |            |            |  |  |        |        |        |  |
|  | İstanbul BB      | İstanbul BB      | 3                |             |             |             |            |            |  |  |        |        |        |  |
|  | İstanbul BB      | İstanbul BB      | 3                |             | İstanbul BB | İstanbul BB | 0          |            |  |  |        |        |        |  |
|  |                  |                  |                  |             | İstanbul BB | İstanbul BB | 0          |            |  |  |        |        |        |  |
|  |                  |                  | Galatasaray      | Galatasaray | 3           |             |            |            |  |  |        |        |        |  |
|  | Galatasaray      | Galatasaray      | Galatasaray      | Galatasaray | 3           | 3           |            |            |  |  |        |        |        |  |
|  | Galatasaray      | Galatasaray      |                  |             |             |             |            |            |  |  |        |        |        |  |
|  | Tokat            | Tokat            | 1                |             |             |             |            |            |  |  |        |        |        |  |

#### Quarti di finale
| 15 marzo 2019 Malatya Merkez Spor Salonu, Malatya Durata: 2h:14 - Spettatori: 5 000 | Halkbank       | 3 - 1 | Ziraat Bankası | 20-25, 25-21, 25-22, 25-19        |
| 15 marzo 2019 Malatya Merkez Spor Salonu, Malatya Durata: 2h:18 - Spettatori: 3 042 | Arkas          | 1 - 3 | Fenerbahçe     | 21-25, 25-22, 23-25, 23-25        |
| 15 marzo 2019 Malatya Merkez Spor Salonu, Malatya Durata: 2h:44 - Spettatori: 1 200 | Maliye Piyango | 2 - 3 | İstanbul BB    | 22-25, 23-25, 25-22, 26-24, 16-18 |
| 15 marzo 2019 Malatya Merkez Spor Salonu, Malatya Durata: 1h:56 - Spettatori: 3 044 | Galatasaray    | 3 - 1 | Tokat          | 25-21, 25-16, 22-25, 25-19        |

#### Semifinali
| 16 marzo 2019 Malatya Merkez Spor Salonu, Malatya Durata: 2h:22 - Spettatori: 4 000 | Halkbank    | 1 - 3 | Fenerbahçe  | 25-19, 23-25, 26-28, 24-26 |
| 16 marzo 2019 Malatya Merkez Spor Salonu, Malatya Durata: 1h:38 - Spettatori: 3 000 | İstanbul BB | 0 - 3 | Galatasaray | 19-25, 23-25, 20-25        |

#### Finale
| 17 marzo 2019 Malatya Merkez Spor Salonu, Malatya Durata: 2h:47 - Spettatori: 5 000 | Fenerbahçe | 3 - 2 | Galatasaray | 25-20, 25-18, 20-25, 22-25, 15-12 |